# Salpis scodionata
Salpis scodionata là một loài bướm đêm trong họ Geometridae.